# Vienna (Luisiana)
Vienna é uma cidade  localizada no estado americano de Luisiana, na Paróquia de Lincoln.

## Demografia
Segundo o censo americano de 2000, a sua população era de 424 habitantes.
Em 2006, foi estimada uma população de 405, um decréscimo de 19 (-4.5%).

## Geografia
De acordo com o United States Census Bureau tem uma área de
9,0 km², dos quais 9,0 km² cobertos por terra e 0,0 km² cobertos por água.

## Localidades na vizinhança
O diagrama seguinte representa as localidades num raio de 16 km ao redor de Vienna.